# The Matchlock Gun
The Matchlock Gun (en français : « le fusil à mèche ») est un livre pour enfants de Walter D. Edmonds. Il remporte la médaille Newbery de 1942.

## Genèse
L'idée de base du récit vient d'une histoire vraie tirée de l'histoire d'une famille de l'état de New-York. Après avoir reçu un manuscrit d'un prénommé Thomas Shepherd, Walter Edmonds est intrigué et intéressé d'en faire un récit court. Après avoir obtenu l'autorisation de la famille Shepherd, l'auteur rédige l'histoire en deux jours pour un lectorat adulte et celle-ci est publiée dans le Saturday Evening Star sous le titre The Spanish Gun (« le fusil espagnol »). Sa publication attire l'attention d'un éditeur souhaitant en faire un roman pour enfant. Le livre sort en 1941 aux éditions Dodd, Mead and Company, sous le titre The Matchlock Gun, avec des illustrations de Paul Lantz (1908-2000),.

## Résumé
Le récit se déroule en 1756 pendant la guerre de la Conquête à Guilderland, dans l'état de New York. Edward Van Alstyne, dix ans (tout au long du livre, il s'appelle « Ateoord », qui est son nom en néerlandais) et sa mère Gertrude sont déterminés à protéger leur maison et leur famille avec un vieux fusil à mèche espagnol (qui est beaucoup trop lourd). L'arme est un héritage de l'arrière-grand-père d'Edward qui l'avait apporté de Bergen Op Zoom aux Pays-Bas. Son père Teunis est loin de chez lui avec la milice locale combattant l'ennemi (en utilisant, à la déception d'Edward, un mousquet plus facile à manier).
Gertrude, Edward et sa sœur cadette Trudy vaquent à leurs tâches quotidiennes, mais la nouvelle arrive que les forces franco-indiennes ont attaqué et incendié les habitations voisines et que Teunis et sa milice ont été envoyés pour les intercepter. Plus tard dans la journée, alors qu'elle et les enfants gardent les vaches, Gertrude aperçoit une colonne de fumée au loin et se rend compte que les pillards se rapprochent. Plutôt que de fuir avec ses enfants vers la maison en briques de sa belle-mère, comme Teunis l'avait suggéré au départ, elle élabore un plan en cas d'attaque indienne. De retour à la maison, elle charge le vieux fusil, le fixe en position pour tirer et indique à Edward comment et quand tirer. Elle sort ensuite pour surveiller toute approche de pillard.
Au point culminant du livre, Gertrude aperçoit des flammes au loin et se rend compte que la maison de sa belle-mère a bien été attaquée. Quelques instants plus tard, elle aperçoit cinq Indiens qui s'approchent dans l'obscurité, déterminés à brûler la maison. À peine capable de les distancer, elle atteint le porche et parvient à crier un avertissement à Edward, mais est blessée à l'épaule par un tomahawk lancé. Le garçon tire avec le fusil par la fenêtre, tuant trois attaquants et chassant les deux autres (l'un d'eux, apparemment blessé, est plus tard tué par la milice à son retour). Alors que leur maison brûle, Edward et Trudy parviennent à mettre leur mère inconsciente en sécurité. Edward retourne dans la maison en feu pour sauver le fusil espagnol, et plus tard, lui, Trudy et leur mère sont retrouvés par leur père et les autres miliciens.
La préface du livre indique qu'il s'agit d'une histoire vraie transmise par les descendants de Trudy (Trudy s'est fait connaître comme fileuse professionnelle, ayant appris de sa mère qui, à cause de son épaule paralysée, ne pouvait plus accomplir la tâche).

## Critique et récompense
L'année suivant sa sortie, le récit reçoit la médaille Newbery récompensant l'auteur du meilleur livre pour enfants américain.
L'ouvrage est parfois utilisé comme matériel d'enseignement, permettant aux élèves d'apprendre les évènements historiques liés à la guerre de la Conquête et les relations entre colons et indiens de l'époque.
Mais, bien que toujours populaire, le livre véhicule un point de vue stéréotypé des Amérindiens. Il a ainsi été accusé de dépeindre les Amérindiens comme « l'horreur, le cauchemar ultime [... qui] pourrait très bien être l'une des pires descriptions des peuples autochtones dans la littérature pour enfants, dans le 20e siècle », et « l'éloge d'un passé américain dans lequel les populations indigènes étaient considérées comme des sous-humains, et tous les efforts étaient déployés pour les exterminer ».

## Adaptations audio
Le livre a été enregistré deux fois, d'abord en 1969 par Newbery Awards Records, Inc. (NAR 3005)  et à nouveau en 2015 par Blackstone Audio lu par Mark Turetsky.